# Yoga Journal
Yoga Journal è un sito web e una rivista digitale riguardante lo yoga; in precedenza fu rivista cartacea. La pubblicazione fu creata in California nel 1975 con l'obiettivo di combinare l'essenza dello yoga tradizionale con la comprensione scientifica. Yoga Journal organizzò eventi dal vivo e pubblicò DVD sullo yoga e argomenti correlati.
La rivista è nata dalla newsletter della California Yoga Teachers Association, chiamata The Word. Yoga Journal ha vinto più volte i Maggie Awards della Western Publications Association come "Miglior rivista di salute e fitness". È stato tuttavia criticato per aver rappresentato lo yoga come destinato alle donne bianche benestanti; nel 2019 ha tentato di rimediare scegliendo una più ampia varietà di modelli di yoga. La rivista è stata acquisita da Outside nel 2020.